# Arthur Rowley
George Arthur Rowley (Wolverhampton, 21 aprile 1926 – Shrewsbury, 19 dicembre 2002) è stato un allenatore di calcio e calciatore inglese, di ruolo attaccante.

## Carriera
Fratello minore di Jack Rowley, è il giocatore che ha segnato più reti fra tutti i campionati della Football League. Giocò nella massima divisione inglese con Fulham e Leicester e fu capocannoniere della Division 2 nel 1954 e nel 1957.

## Palmarès

### Giocatore

#### Competizioni nazionali
- Second Division: 1

Leicester City: 1953-1954

#### Individuale
- Capocannoniere del campionato inglese di seconda divisione: 1

1952-1953 (39 gol), 1956-1957 (44 gol)
- Capocannoniere del campionato inglese di quarta divisione: 1

1958-1959 (37 gol)